# Batalla del pont de Sittang
La batalla del pont de Sittang va formar part de la campanya de Birmània durant la Segona Guerra Mundial. Lliurada els dies 22 i 23 de febrer de 1942, la batalla va ser una victòria per a l'Imperi del Japó, amb moltes pèrdues per a l'exèrcit indi britànic, que es va veure obligat a retirar-se en desordre. El brigadier Sir John George Smyth, VC —que va comandar l'exèrcit indi britànic al pont de Sittang— la va anomenar "el desastre de Sittang.
El pont de Sittang era un pont ferroviari de ferro que abastava diversos centenars de metres a través del riu Sittang prop de la costa sud de Birmània. La 17a divisió d'infanteria índia havia donat "tot el que tenia" a la batalla del riu Bilin i ja era feble. Ara en retirada, finalment van rebre permís per retirar-se a través del Sittang el 19 de febrer. Es van desenganxar de l'enemic a cobert de la nit i van retrocedir 30 milles (50 km) cap a l'oest per la pista que portava al pont.
Els regiments japonesos 214 i 215 van avançar, amb l'objectiu de tallar les forces britàniques a Sittang. El tinent general William Slim, que va prendre el comandament del teatre birmà poc després que la batalla hagués tingut lloc, va anomenar el pont Sittang "la batalla decisiva de la primera campanya".

## La batalla
Desesperadament i galantment, les dues brigades encara a l'est del riu van lluitar per trencar el gran pont del ferrocarril de Sittang, sostingut pels seus camarades, la seva única esperança d'aconseguir els seus vehicles, i de fet ells mateixos, sobre el rierol de sis-centes iardes d'ample. Després va venir la tragèdia.
El mariscal de camp Sir William Slim.

### Retirada al pont

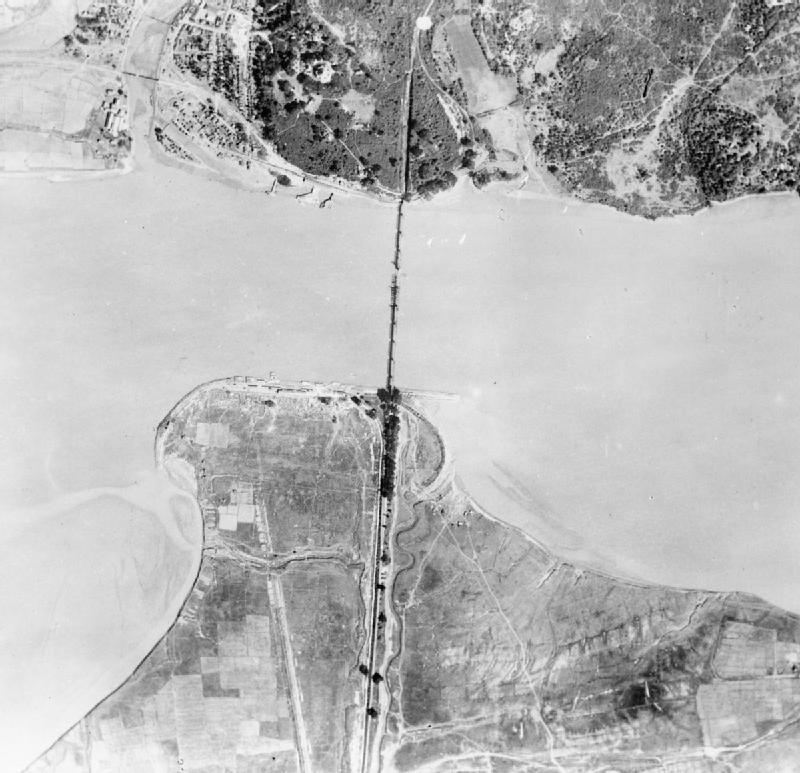
El pont Sittang

El 21 de febrer es va llevar lluminós i calent, i la 17a Divisió no tenia aigua. Els avions japonesos els van metrallar i van bombardejar a la carretera, causant greus víctimes i forçant-los a abandonar vehicles i equipament. Molts homes es van refugiar en una plantació de cautxú propera, la finca de cautxú de Bogyagi. A les 05:00, el quarter general de la 17a Divisió va ser atacat a Kyaikto, però els japonesos van ser rebutjats. Una petita força índia britànica formada per destacaments de diverses unitats diferents (inclòs el regiment del duc de Wellington) va defensar el pont.
El 22 de febrer, els sapadors i minadors de Malerkotla, liderats per Richard Orgill, havien preparat el pont ferrocarril-carretera per a la demolició. Tanmateix, la 16a Brigada d'Infanteria Índia i la 46a Brigada d'Infanteria Índia de la 17a Divisió estaven encara més a l'est, tallades.
Tement els desembarcaments de paracaigudistes, Smyth va desplegar els 1/4 de Gurkhas a l'extrem oest del pont per evitar els atacs de la rereguarda mentre la 17a Divisió creuava. Es va veure obligat a enviar-los de nou quan la 33a Divisió japonesa va atacar des de l'est. La seva primera càrrega gairebé va prendre l'extrem est del pont i un hospital de campanya britànic va ser capturat. Els 3r i 5è Gurkhas, apropant-se al pont des de l'est, van contraatacar i van expulsar els japonesos en "una batalla furiosa".
S'havien produït lluites a la selva a prop, que van durar la major part del dia. El pont va tornar a estar a punt de ser conquerit, i els atacants van tornar a colpejar. Al capvespre del 22 de febrer, l'exèrcit indi britànic encara aguantava el pont.

### "La meva desagradable i devastadora notícia"
Smyth havia ordenat als seus sapadors que es preparessin per volar el pont. A les 4.30 hores, a primera hora del matí del 22 de febrer, va quedar clar que podria caure dins d'una hora. Les eleccions de Smyth van ser destruir el pont, encallant més de la meitat de les seves pròpies tropes pel costat equivocat, o deixar-lo intacte i donar als japonesos una marxa clara cap a Rangoon. Segons Smyth, "Per molt difícil que sigui, hi ha molt pocs dubtes sobre quin és el camí correcte: dono l'ordre que el pont sigui volat immediatament". No obstant això, només el tram número 5, comptant des de la riba est, va caure al riu, mentre que els trams 4 i 6 van quedar danyats però es van mantenir al seu lloc.
Smyth va informar aquestes "notícies desagradables i devastadores" al general Hutton, comandant general de les forces birmanes. Slim (1956) diu: "És fàcil criticar aquesta decisió; no és fàcil prendre una decisió així. Només aquells que s'han enfrontat a l'elecció immediata d'alternatives semblants ombrívoles poden entendre el pes de la decisió que pressiona sobre un comandant." Però Slim en realitat no avalà l'elecció de Smyth, i de fet Smyth va ser destituït. Mai no va rebre un altre comandament. El brigadier David "Punch" Cowan el va substituir al comandament de la divisió.
La Història Oficial registra que Smyth havia volgut traslladar les seves tropes a través del Sittang molt abans i s'havia rebutjat. Diu: "Atesa la gran importància d'aconseguir la 17a Divisió amb seguretat a través del Sittang, Hutton podria haver estat més savi, un cop s'hagués unit l'acció al Bilin, per donar mà lliure a Smyth."

## Conseqüències
Els japonesos podrien haver acabat amb la 17a Divisió, però no ho van fer. Volien prendre Rangún ràpidament, i els retards que comportava una operació de neteja eren inacceptables; així que es van desenganxar i es van dirigir cap al nord a la recerca d'un altre punt d'encreuament. Més tard, el 22 de febrer, els supervivents de la 17a Divisió van nedar i van navegar sobre el Sittang a plena llum del dia. Després d'accions més petites a la batalla de Pegu i el bloqueig de Taukkyan, els japonesos van prendre Rangún sense oposició, el 9 de març. Afortunadament per als supervivents de la 17a Divisió, havien desmantellat els seus bloquejos, de manera que aquells indis que havien fugit del pont de Sittang van poder escapar cap al nord.
Els membres de la 17a Divisió després de Sittang eren 3.484 homes, una mica més del 40% del seu establiment, tot i que ja tenia força menys abans que comencés la batalla. La major part de la seva artilleria, vehicles i altres equipaments pesants es van perdre. Entre ells, tenien 550 rifles, deu canons Bren i 12 metralladores Tommy restants. La majoria havien perdut les botes nedant el riu. Tot i així, la 17a Divisió es va poder reposar i reequipar, i així va ser. Les pèrdues d'artilleria van ser canons de 18 lliures de l'època de la Primera Guerra Mundial, i la disposició antiaèria només havia estat canons Lewis. La 17a Divisió va romandre en contacte gairebé constant amb els japonesos des del desembre de 1941 fins al juliol de 1944, quan va ser treta de la línia del front al final de la batalla d'Imphal.
Segons Louis Allen, "El volat del pont de Sittang amb dues brigades encara al costat equivocat del riu va ser el punt d'inflexió en la primera campanya de Birmània. Un cop el pont de Sittang havia desaparegut i la 17a divisió es va quedar impotent, el camí cap a Rangún estava obert i el destí de Birmània segellat."